# Albertus Seba

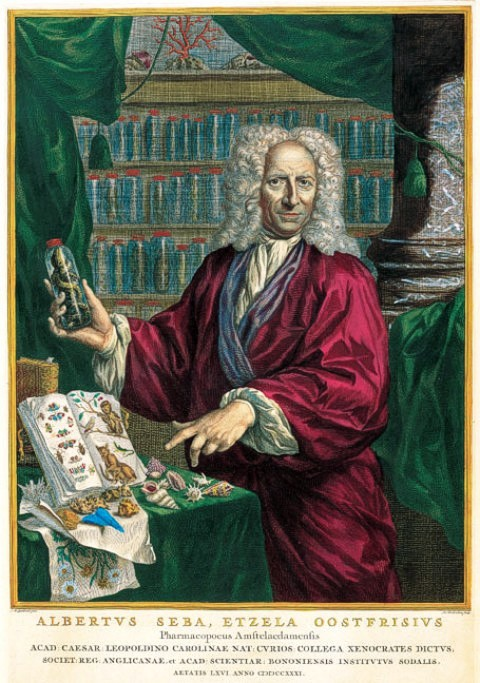
Albertus Seba in 1731, gravure door Arnold Houbraken; in de pot die hij in zijn hand houdt, zit een salamander op sterk water

Albertus Seba (Etzel, 2 mei 1665 – Amsterdam, 3 mei 1736) was een Nederlandse apotheker, zoöloog, auteur, verzamelaar en eigenaar van een naturaliënkabinet.

## Biografie

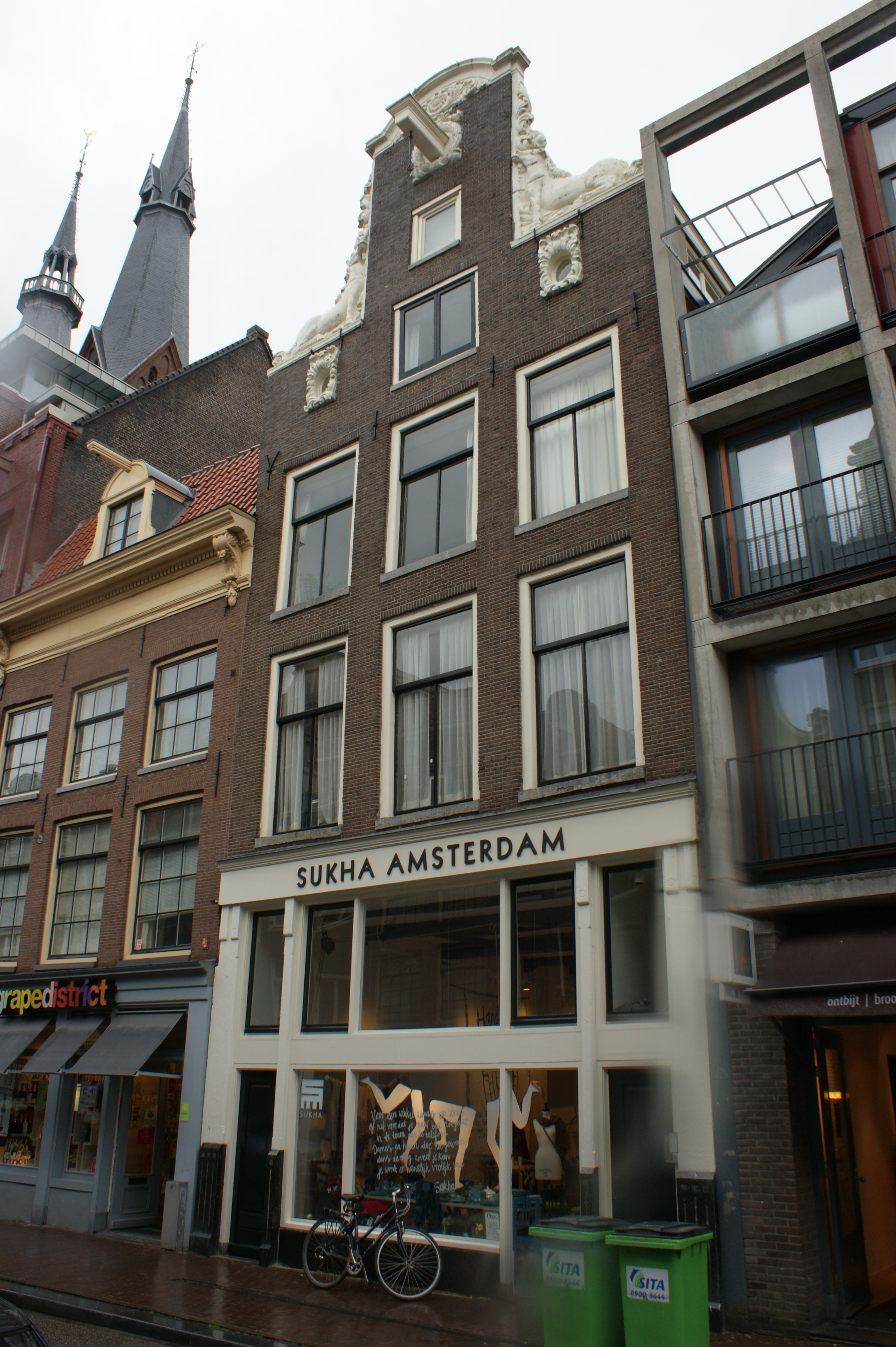
Haarlemmerstraat 110 met twee eenhoorns (?) in de gevel

Seba werd geboren in Etzel, Oost-Friesland als zoon van een boer. In de dorpsschool viel hij op en hij kreeg bijlessen in het Latijn. In 1684 ging Seba in de leer bij een apotheker in Sande. Vervolgens trok hij naar Groningen en werkte achtereenvolgens in Amsterdam, Neurenberg en Straatsburg. In 1697 deed hij zijn meesterproef in Amsterdam. Hij trouwde het jaar daarop met Anna Lopes en het echtpaar kreeg twee kinderen. Hij kocht in 1700 op een executieveiling 2/3 van een huis op de Haarlemmerstraat voorbij de Buiten Brouwerstraat; in 1706 kocht hij het resterende deel en leidde er 19 leerlingen op. Naast zijn bezigheden als apotheker in het pand met de eenhoorn in de gevel, was hij groothandelaar in geneesmiddelen.
Seba was populair bij zeelieden en chirurgijns. Hij vroeg hun om voorwerpen mee te brengen die hij kon gebruiken of hem interesseerden. Ook als er een schip aanlegde in de Nieuwe Waal ging Seba als eerste kijken of er iets voor hem bij zat. Exotische planten en dierlijke producten waren de basis voor zijn recepten. Zo kwam Seba aan zijn verzameling van vogels, slangen, hagedissen, insecten en schelpen. In 1711 werd hij hofleverancier voor Peter de Grote, en Seba werd schatrijk toen hij in 1716, na een lange correspondentie, zijn verzameling dieren op sterk water, insecten en diversen voor 15.000 gulden aan de tsaar verkocht. De collectie, 17 kisten, kwam drie maanden later aan. Tsaar Peter kocht in 1717 ook de hele collectie van de anatoom en botanicus Frederik Ruysch. Seba hielp bij het inpakken, Ruysch weigerde iedere medewerking. Seba wist op slinkse wijze de kisten door de douane te loodsen. Deze beide collecties waren bedoeld voor Peter de Grote's Kunstkamera, het oudste museum van Rusland.
De Kunstkamera was aanvankelijk ondergebracht in zijn zomerpaleis, in de zomertuin in Sint-Petersburg, maar al spoedig kwam er een geschikt stadspaleis vrij, waarvan de eigenaar geëxecuteerd was. In 1728 was de bouw van de Kunstkamera in Sint-Petersburg gereed en verhuisde de collectie naar het eerste als museum gebouwde museum ter wereld. Later werden Seba's dieren ondergebracht in een nieuw opgericht Zoölogisch museum, vlak naast de Kunstkamera.

## De Thesaurus van Seba
In 1728 werd Seba lid van Royal Society. Hij was daarnaast ook lid van de Deutsche Akademie der Wissenschaften Leopoldina en de Accademia delle Scienze dell’Istituto di Bologna. Hij begon met een nieuwe collectie en met het voorbereiden van een publicatie. Pieter van Musschenbroeck en Hiëronymus David Gaubius hielpen hem bij het catalogiseren. Hij publiceerde in 1734 en 1735 in het Latijn de eerste twee delen van zijn catalogus Locupletissimi rerum naturalium thesauri accurata descriptio. Naaukeurige beschryving van het schatryke kabinet der voornaamste seldzaamheden der natuur (kort: "Thesaurus") met gravures van zijn verzameling.
Uit het voorwoord van het eerste deel wordt duidelijk dat Seba een van de meerdere verzamelaars in de achttiende eeuw was, die sterk beïnvloed was door de beweging van de  fysicotheologie. Dat was een stroming in de theologie die op basis van empirisch onderzoek van de natuur tot kennis van God wilde komen. In de fysicotheologie werd vele malen de doelmatigheid en planmatigheid van de schepping beklemtoond. Het berustte op de overtuiging dat de natuur zo plan- en doelmatig in elkaar steekt dat een natuur zonder God onbestaanbaar en onmogelijk is. Seba  maakt duidelijk dat zijn verzameling er ook is om mensen in de gelegenheid te stellen de natuur te bestuderen en als gevolg daarvan tot meer Godskennis te komen. Het onderzoeken en tentoonstellen van de  natuurlijke historie was volgens  Seba bij uitstek het gebied dat zich leende ‘tot grootmakinge van Gods name’.  
Linnaeus bezocht het kabinet in 1735 op twee opeenvolgende dagen. Seba had problemen met zijn nieren en overleed in 1736. Hij ligt begraven in de Westerkerk in Amsterdam. In 1752 is zijn collectie geveild en verspreid geraakt. De laatste twee delen van de catalogus verschenen postuum (1758 en 1765). Het deel over vissen is voorbereid door Peter Artedi, die in 1735 na een etentje bij Seba in de gracht viel en verdronk.

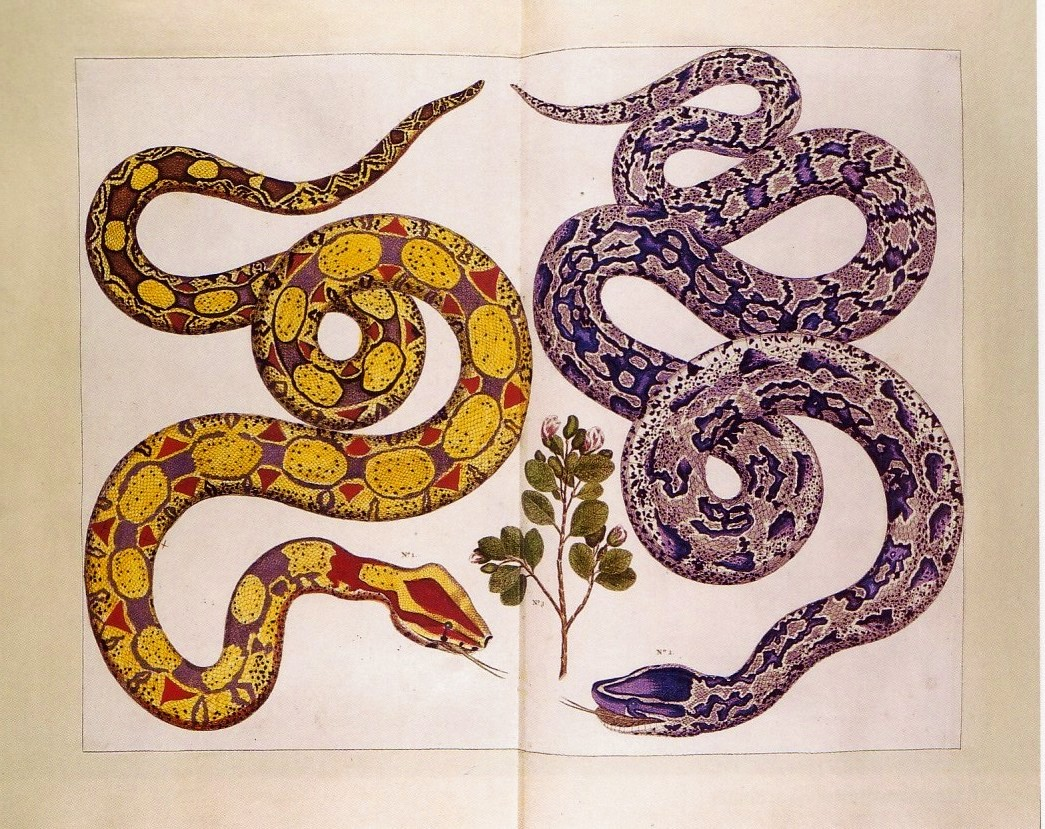
Manballa-slangen. Prent uit de "Thesaurus" van Albertus Seba
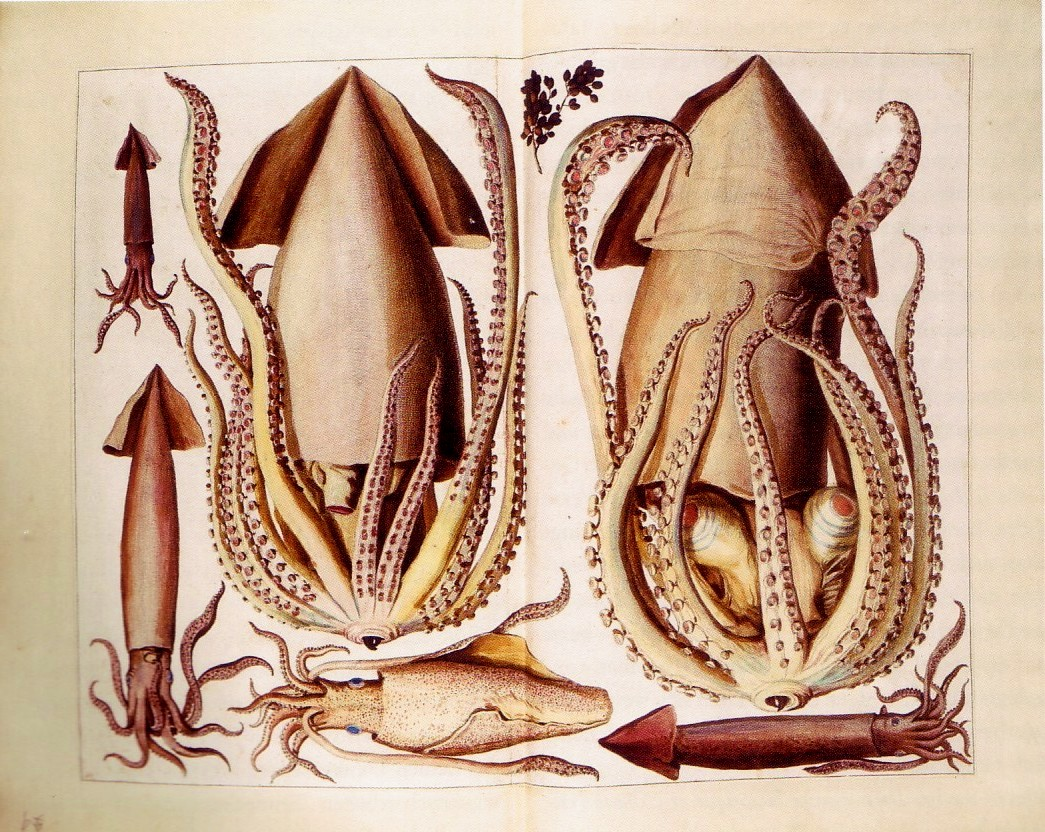
Inktvis (sepia). Prent uit de "Thesaurus"
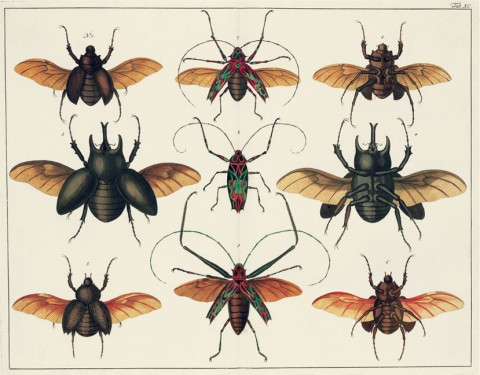
Insecten. Prent uit de "Thesaurus"
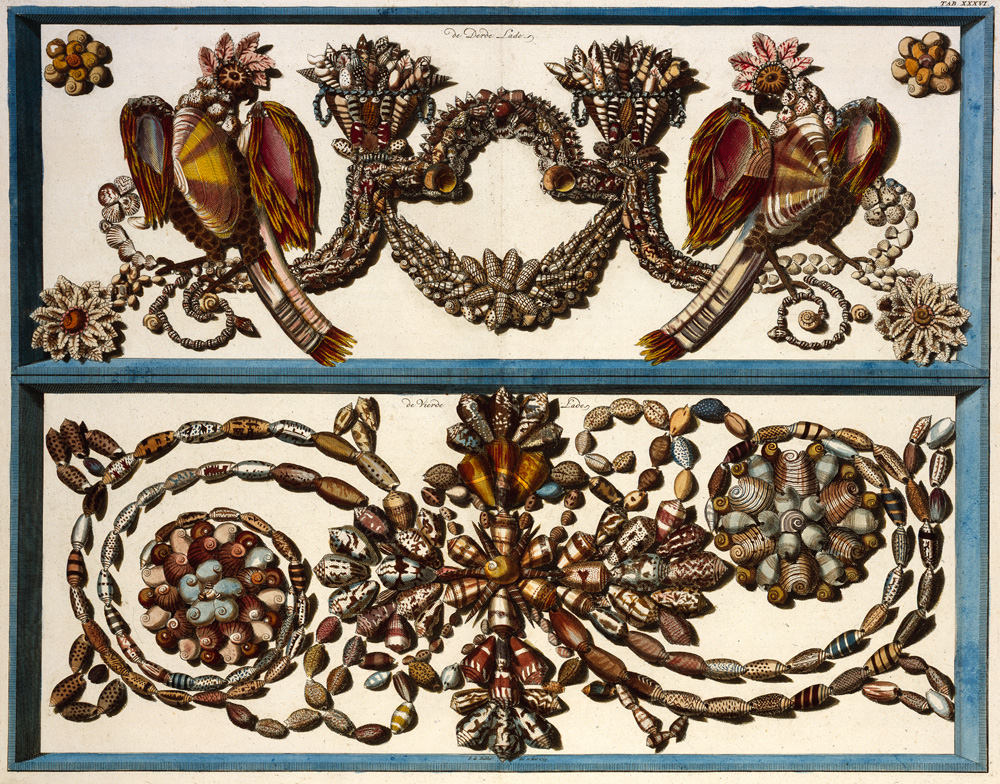
Mossels op barokke wijze gerangschikt. Prent uit de "Thesaurus"